# Lintjärnen (Töftedals socken, Dalsland)
Lintjärnen är en sjö i Dals-Eds kommun i Dalsland och ingår i Örekilsälvens huvudavrinningsområde.